# Noeico
El Noeico es un sistema geológico y periodo temprano en el planeta Marte caracterizado por altas tasas de meteoritos e impactos de asteroides así como otros factores geológicos que indican la posible presencia de abundante agua superficial. La edad absoluta del periodo noeico es incierto, pero probablemente corresponde al período lunar Pre-Nectárico a Imbriano temprano de hace 4100 a 3700 millones de años, durante el intervalo conocido como el bombardeo intenso tardío. Muchas de las grandes cuencas de impacto en la Luna y Marte se formaron en este momento. El periodo Noeico es aproximadamente equivalente a los eones Hádico y temprano Arcaico cuando probablemente surgieron las primeras formas de vida.
Los terrenos de la edad noeica en Marte son los principales lugares de aterrizaje de naves espaciales para buscar evidencia fósil de vida en Marte. Durante el noeico, la atmósfera de Marte era más densa de lo que es hoy, y el clima posiblemente lo suficientemente cálido como para permitir la lluvia. En el hemisferio sur había grandes lagos y ríos, y es posible que un océano haya cubierto las llanuras bajas del norte. Se produjo un extenso vulcanismo en la región de Tharsis, acumulando enormes masas de material volcánico (el abultamiento de Tharsis) y liberando grandes cantidades de gases a la atmósfera. La meteorización de las rocas superficiales produjo una diversidad de minerales arcillosos (filosilicatos) que se formaron en condiciones químicas propicias para la vida microbiana.

## Descripción y origen de nombre
El Sistema y Período Noeico lleva el nombre de Noachis Terra (traducido, "Tierra de Noé"), una región montañosa llena de cráteres al oeste de la cuenca del Hellas Planitia. El área tipo del sistema Noeico está en el cuadrángulo de Noachis (MC-27) alrededor de 45° S y 340° W. A gran escala (> 100 metros (109,4 yd)), las superficies del Noeico son muy montañosas y accidentadas, parecidas superficialmente a las tierras altas lunares. Los terrenos del Noeico consisten en mantos de eyección superpuestos e intercalados de muchos cráteres antiguos. También son comunes los materiales de los bordes montañosos y la roca del sótano alzada de grandes cuencas de impacto. La densidad numérica de los grandes cráteres de impacto es muy alta, con unos 400 cráteres de más de 8 kilómetros (5 mi) de diámetro por millón de km². Las unidades de la edad del Noeico cubren el 45 % de la superficie marciana; ocurren principalmente en las tierras altas del sur del planeta, pero también están presentes en grandes áreas en el norte, como en Tempe y Xanthe Terrae, Acheron Fossae y alrededor de la cuenca de Isidis (Libya Montes).

## Cronologíayestratigrafía

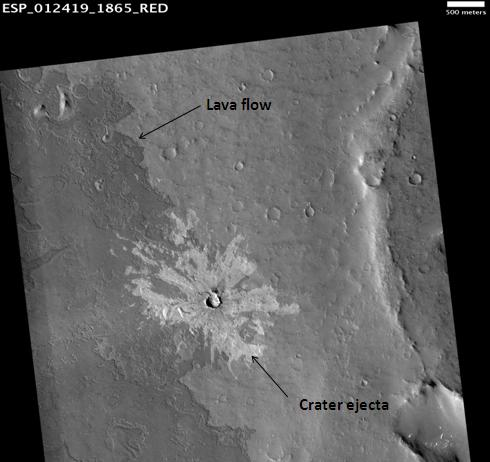
Imagen de HiRISE que ilustra la superposición de estratos, un principio que permite a los geólogos determinar las edades relativas de las unidades de superficie en cuestión. El flujo de lava de tonos oscuros a la derecha se superpone (es más joven que) el terreno de tonos claros y con más cráteres (¿flujo de lava más antiguo?). La eyección del cráter en el centro se superpone a ambas unidades, lo que indica que el cráter es la característica más joven de la imagen. (Vea la sección transversal esquemática, a la derecha).

Los períodos de tiempo marcianos se basan en el mapa geológico de unidades de superficie a partir de  imágenes por naves espaciales. Una unidad de superficie es un terreno con una textura, un color, un albedo, una propiedad espectral o un conjunto de accidentes geográficos distintos que lo distinguen de otras unidades de superficie y es lo suficientemente grande como para mostrarse en un mapa. Quienes crean los mapas utilizan un enfoque estratigráfico iniciado a principios de la década de 1960 para los estudios fotogeológicos de la Luna. Aunque se basa en las características de la superficie, una unidad de superficie no es la superficie en sí ni un grupo de accidentes geográficos. Es una unidad geológica inferida (p. ej., Formación) que representa un cuerpo de roca en forma de lámina, en forma de cuña o tabular que subyace a la superficie. Una unidad de superficie puede ser un depósito de eyección de cráter, un flujo de lava o cualquier superficie que se pueda representar en tres dimensiones como un estrato discreto delimitado por encima o por debajo por unidades adyacentes (ilustrado a la derecha). Utilizando principios como la superposición (ilustrada a la izquierda), las relaciones transversales y la relación de la densidad del cráter de impacto con la edad, los geólogos pueden colocar las unidades en una secuencia de edad relativa de mayor a menor. Las unidades de edad similar se agrupan globalmente en unidades cronoestratigráficas (cronoestratigráficas) más grandes, llamadas sistemas. Para Marte, se definen tres sistemas: el del Noeico, el Hespérico y el Amazónico. Las unidades geológicas que se encuentran debajo (más antiguas que) del Noeico se denominan informalmente Pre-Noeico. El tiempo geológico (geocronológico) equivalente del Sistema Noeico es el Período Noeico. Las rocas o unidades de superficie del sistema del Noeico se formaron o depositaron durante el período Noeico.

### Sistema vs. periodo
| e hUnidades en geocronología y estratigrafía de la Tierra |                                     |                                                                         |
| Cuerpos de roca (estratos) en cronoestratigrafía          | Periodos de tiempo en geocronología | Notas (Marte)                                                           |
| Eonotema                                                  | Eon                                 | no se usa para Marte                                                    |
| Eratema                                                   | Era                                 | no se usa para Marte                                                    |
| Sistema                                                   | Periodo                             | 3 total; 108 a 109 años de duración                                     |
| Series                                                    | Época                               | 8 total; 107 to 108 años de duración                                    |
| Piso                                                      | Edad                                | no se usa para Marte                                                    |
| Cronozona                                                 | Cron                                | menor que una edad / etapa; no utilizado por la escala de tiempo de ICS |

Sistema y periodo no son términos intercambiables en la nomenclatura estratigráfica formal, a pesar de que son frecuentemente confundidos en la literatura popular.Un sistema es una columna estratigráfica idealizada basada en el registro físico de rocas de un área tipo (o, sección tipo) correlacionada con secciones de rocas de muchas ubicaciones diferentes en todo el planeta. Un sistema está limitado por arriba y por abajo por estratos con características claramente distinguibles (en la Tierra, por lo general son sus índices fósiles) que indican cambios dramáticos (a menudo abruptos) en la fauna dominante o en las condiciones ambientales.
Las secciones de roca en un sistema dado pueden contener lagunas (discordancias) análogas a las páginas faltantes de un libro. En algunos lugares, las rocas del sistema están ausentes por completo debido a la no deposición o erosión posterior a su deposición. Por ejemplo, las rocas del Sistema Cretácico están ausentes en gran parte del interior central oriental de los Estados Unidos. Sin embargo, el intervalo de tiempo del Cretácico todavía ocurrió durante ese período. Por lo tanto, un período geológico representa el intervalo de tiempo durante el cual se depositaron los estratos de un sistema, incluidas las cantidades desconocidas de tiempo presentes en los espacios. Los periodos están medidos en años, determinados por datación radioactiva. En Marte, las edades radiométricas no están disponibles excepto para los meteoritos marcianos cuya procedencia y contexto estratigráfico se desconocen. En cambio, las edades absolutas en Marte están determinadas por la densidad del cráter de impacto, que depende en gran medida de los modelos de formación de cráteres a lo largo del tiempo. En cambio, edades absolutas encima Marte está determinado por densidad de cráter del impacto, el cual es fuertemente dependiente a modelos de formación de cráter con el tiempo. En consecuencia, las fechas de inicio y finalización de los períodos marcianos son inciertas, especialmente para el límite Hesperiano/Amazónico, que puede estar errados por un factor de 2 o 3 en comparación con la realidad.

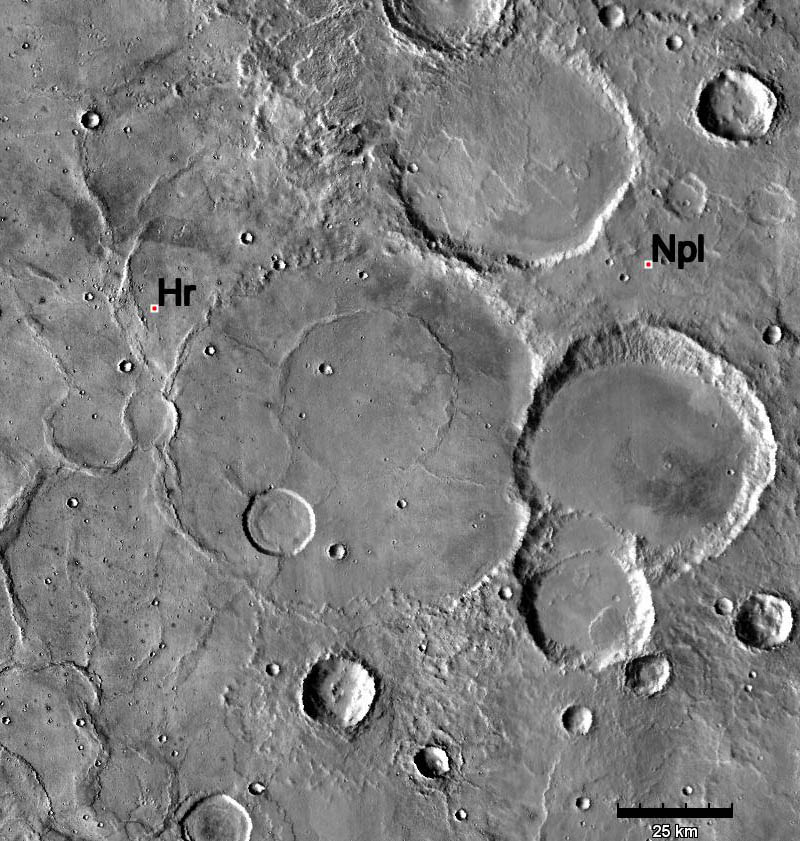
Contacto geológico de los sistemas Noicos y Hesperianos. Las llanuras estriadas de Hesperia (Hr) rodean y se superponen a las llanuras de cráteres Noeicos más antiguos (Npl). Tenga en cuenta que las llanuras estriadas entierran parcialmente muchos de los antiguos cráteres de la edad Noeica. La imagen es un mosaico THEMIS IR, basado en una foto similar del programa Viking que se muestra en Tanaka et al. (1992), Fig. 1a, pág. 352.

### Límites y subdivisiones
En muchas áreas del planeta, la parte superior del sistema Noeico está cubierta por materiales de llanuras estriadas con menos cráteres, lo que se interpretan como grandes basaltos de inundación similares en composición a los mares lunares. Estas llanuras estriadas forman la base del Sistema Hespérico más reciente (periodo subsecuente al Noeico). El límite estratigráfico inferior del sistema Noeico no está definido formalmente. El sistema fue concebido originalmente para abarcar unidades de roca que se remontan a la formación de la corteza del planeta hace 4500 millones de años. Sin embargo, cálculos y mediciones en 2003 utilizando datos del altímetro láser del orbitador de Marte (por su siglas en inglés, MOLA) indica que las tierras altas del sur de Marte contienen numerosas cuencas de impacto enterradas (llamadas depresiones cuasi-circulares o, por sus siglas en inglés, QCD) que son más antiguas que el Noeico visible y que anteceden al impacto de Hellas. Ello sugiere que el impacto de Hellas debería marcar la base del sistema Noeico. Si estas suposiciones son correctas, entonces gran parte del lecho rocoso en las tierras altas de Marte son de edad pre-Noeicos, remontándose a hace más de 4100 millones de años.

El sistema Noeico se subdivide en tres series cronoestratigráficas: Noeico inferior, Noeico medio y Noeico superior. Las series se basan en referentes o localizaciones del planeta donde las unidades de superficie indican un episodio geológico distintivo, reconocible en el tiempo por la edad de los cráteres y la posición estratigráfica. Por ejemplo, el referente del Alto Noeico es un área de llanuras intercráteres suaves al este de la cuenca de Argyre. Las llanuras se superponen (son más jóvenes que) el terreno más accidentado con cráteres del Noeico Medio y subyacen (son más antiguas que) las llanuras con menos cráteres y estrías de la Serie Hesperiana Inferior. Las unidades de tiempo geológico (geocronológico) correspondientes de las tres series Noeicas son las épocas del Noeico temprano, Noeico medio y Noeico tardío. Tenga en cuenta que una época es una subdivisión de un período; los dos términos no son sinónimos en la estratigrafía formal.
Los términos estratigráficos a menudo son confusos tanto para los geólogos como para los no geólogos. Una forma de resolver la dificultad es con el siguiente ejemplo: puede ir fácilmente a Cincinnati, Ohio y visitar un afloramiento rocoso en la Serie del Ordovícico Superior del Sistema Ordovícico. Incluso se puede recolectar un fósil trilobita en dicho lugar. Sin embargo, no puede visitar la Época del Ordovícico Tardío en el Período Ordovícico y recolectar un trilobita real.
El esquema terrestre de nomenclatura estratigráfica formal se ha aplicado con éxito a Marte desde hace varias décadas, pero tiene numerosos defectos. Sin duda, el esquema se perfeccionará o reemplazará a medida que se disponga de más y mejores datos. (Véase la línea de tiempo mineralógica a continuación como ejemplo de alternativa). La obtención de edades radiométricas en muestras de unidades de superficie identificadas es claramente necesario para una comprensión más completa de la historia y cronología marcianas.

## Marte durante el Periodo Noeico

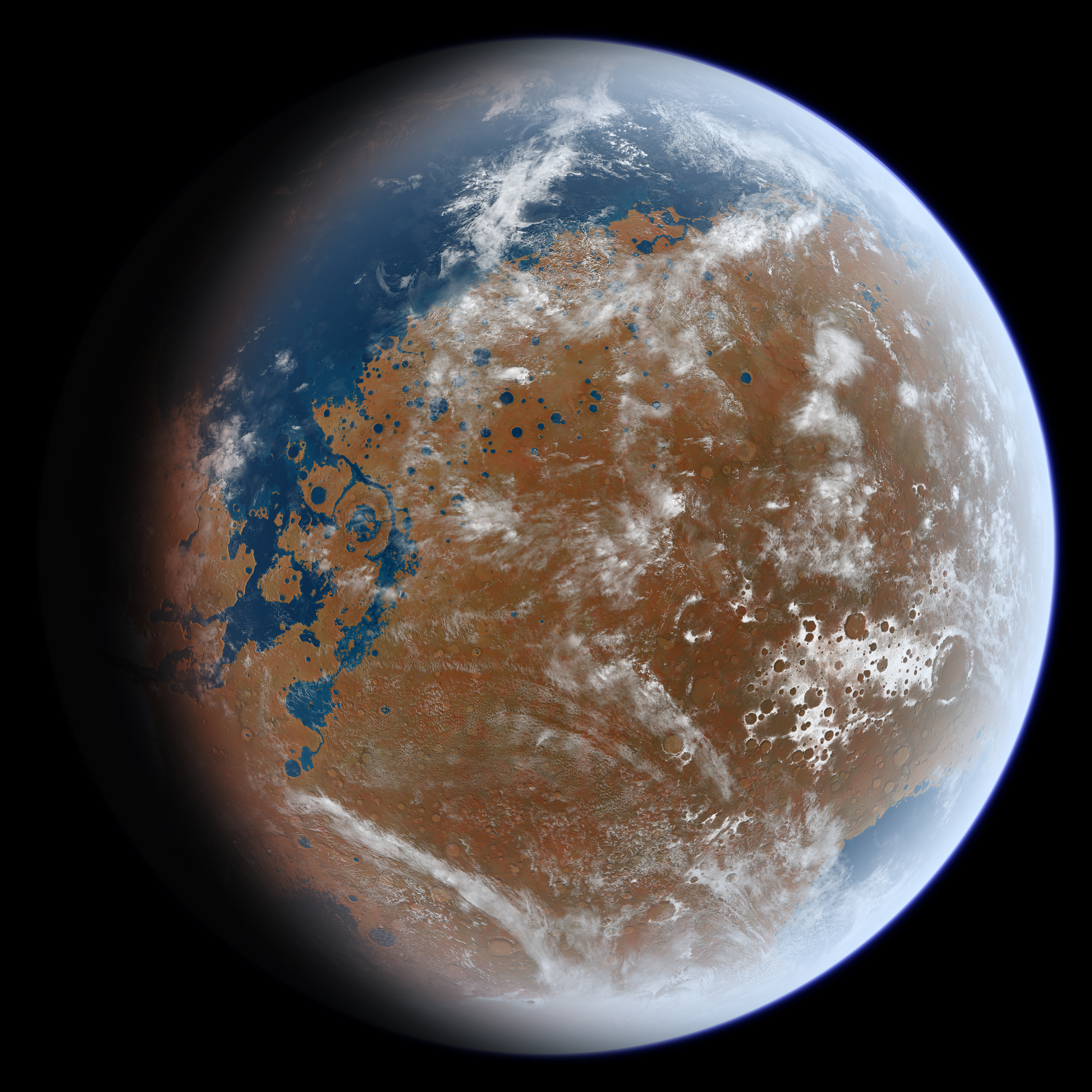
Impresión artística de un Marte húmedo temprano. Se muestran las características del Noeico, pero la apariencia general del planeta desde el espacio puede haber sido similar. En particular, observe la presencia de un gran océano en el hemisferio norte (arriba a la izquierda) y un mar que cubre Hellas Planitia (abajo a la derecha).

El período Noeico se distingue de los períodos posteriores por altas tasas de impactos, erosión, formación de valles, actividad volcánica y meteorización de las rocas superficiales para producir abundantes filosilicatos (minerales arcillosos). Estos procesos implican un clima global más húmedo con condiciones cálidas al menos episódicas.

### Cráteres de impacto
El registro de cráteres lunares sugiere que la tasa de impactos en el sistema solar Interior hace 4000 millones de años era 500 veces mayor que en la actualidad.: 23  Durante el Noeico, se formó en Marte aproximadamente un cráter de 100 km de diámetro cada millón de años, con la tasa de impactos más pequeños exponencialmente mayor. Tasas de impacto tan elevadas habrían fracturado la corteza a profundidades de varios kilómetros, y dejando grandes depósitos de eyecta en la superficie del planeta. Los grandes impactos habrían afectado profundamente el clima de Marte al liberar enormes cantidades de eyecciones calientes que calentaron la atmósfera y la superficie a temperaturas muy elevadas. Las altas tasas de impacto probablemente jugaron un papel en la eliminación de gran parte de la atmósfera temprana de Marte a través de la erosión por impacto.

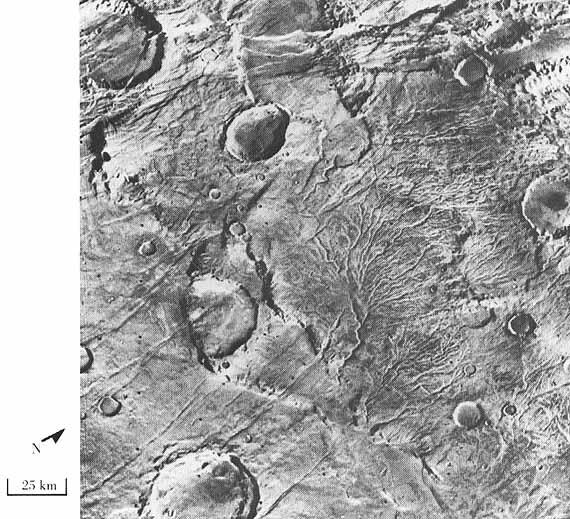
Red de valles ramificados de Warrego Valles (cuadrángulo de Thaumasia), visto por Viking Orbiter. Las redes de valles como esta proporcionan algunas de las pruebas más sólidas de que la escorrentía superficial se produjo en los inicios de Marte.

Por analogía con la Luna, los impactos frecuentes produjeron una zona de lecho rocoso fracturado y brechas en la corteza superior llamada megaregolito. La alta porosidad y permeabilidad del megaregolito permitió la infiltración profunda de agua subterránea. El calor generado por el impacto que reaccionaba con el agua subterránea produjo sistemas hidrotermales de larga duración que podrían haber sido explotados por microorganismos termófilos, de haber existido. Los modelos informáticos de transporte de calor y de fluidos en la antigua corteza marciana sugieren que la vida útil de un sistema hidrotermal generado por impactos podría ser de cientos de miles a millones de años después del impacto mismo.

### Redes de erosión y valles
La mayoría de los cráteres grandes del Noeico tienen una apariencia desgastada, con bordes muy erosionados e interiores llenos de sedimentos. El estado degradado de los cráteres del Noeico, en comparación con la apariencia casi prístina de los cráteres Hespéricos sólo unos cientos de millones de años más jóvenes, indica que las tasas de erosión eran más altas (aproximadamente 1000 a 100.000 veces) en el Noeico que en los períodos subsiguientes. La presencia de terreno parcialmente tallado en las tierras altas del sur indica que hasta 1 kilómetro (0,6 mi) de material fue erosionado durante el período Noeico. Se cree que estas altas tasas de erosión, aunque aún más bajas que las tasas terrestres promedio, reflejan condiciones ambientales más húmedas y quizás más cálidas.
Las altas tasas de erosión durante el Noeico pueden deberse a la precipitación y la escorrentía superficial. Muchos de los terrenos de la edad Noeica en Marte están densamente diseccionados por redes de valles. Las redes de valles son sistemas ramificados de valles que se asemejan superficialmente a las cuencas de drenaje de ríos terrestres. Aunque su origen principal (erosión por lluvia, erosión de las aguas subterráneas o derretimiento de la nieve) todavía se debate, las redes de valles son raras en los períodos de tiempo marcianos posteriores, lo que indica condiciones climáticas únicas en la época Noeica.
Se han identificado al menos dos fases separadas de la formación de la red de valles en las tierras altas del sur. Los valles que se formaron en el Noecio temprano a medio muestran un patrón denso y bien integrado de afluentes que se asemejan mucho a los patrones de drenaje formados por la lluvia en las regiones desérticas de la Tierra. Los valles más jóvenes, desde el Noeico tardío hasta el Hespérico temprano, comúnmente tienen solo unos pocos afluentes rechonchos con regiones interfluviales (áreas de tierras altas entre afluentes) que son anchas y sin seccionar. Estas características sugieren que los valles más jóvenes se formaron principalmente por la extracción de agua subterránea. Si esta tendencia de cambiar las morfologías de los valles con el tiempo es real, indicaría un cambio en el clima de un Marte relativamente húmedo y cálido, donde ocasionalmente era posible la lluvia, a un mundo más frío y árido donde las lluvias eran raras o ausentes.

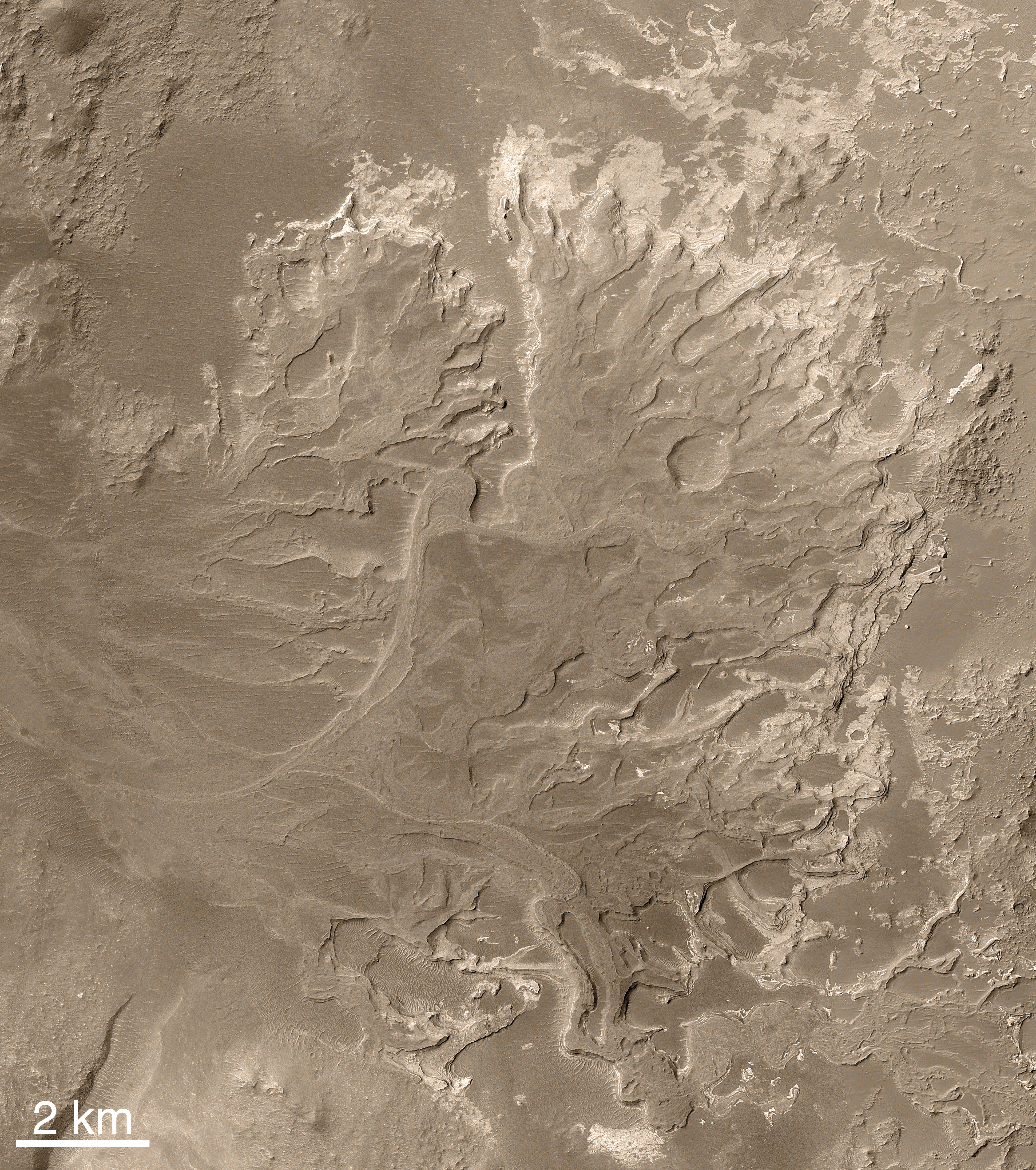
Delta en el cráter Eberswalde, visto por Mars Global Surveyor.

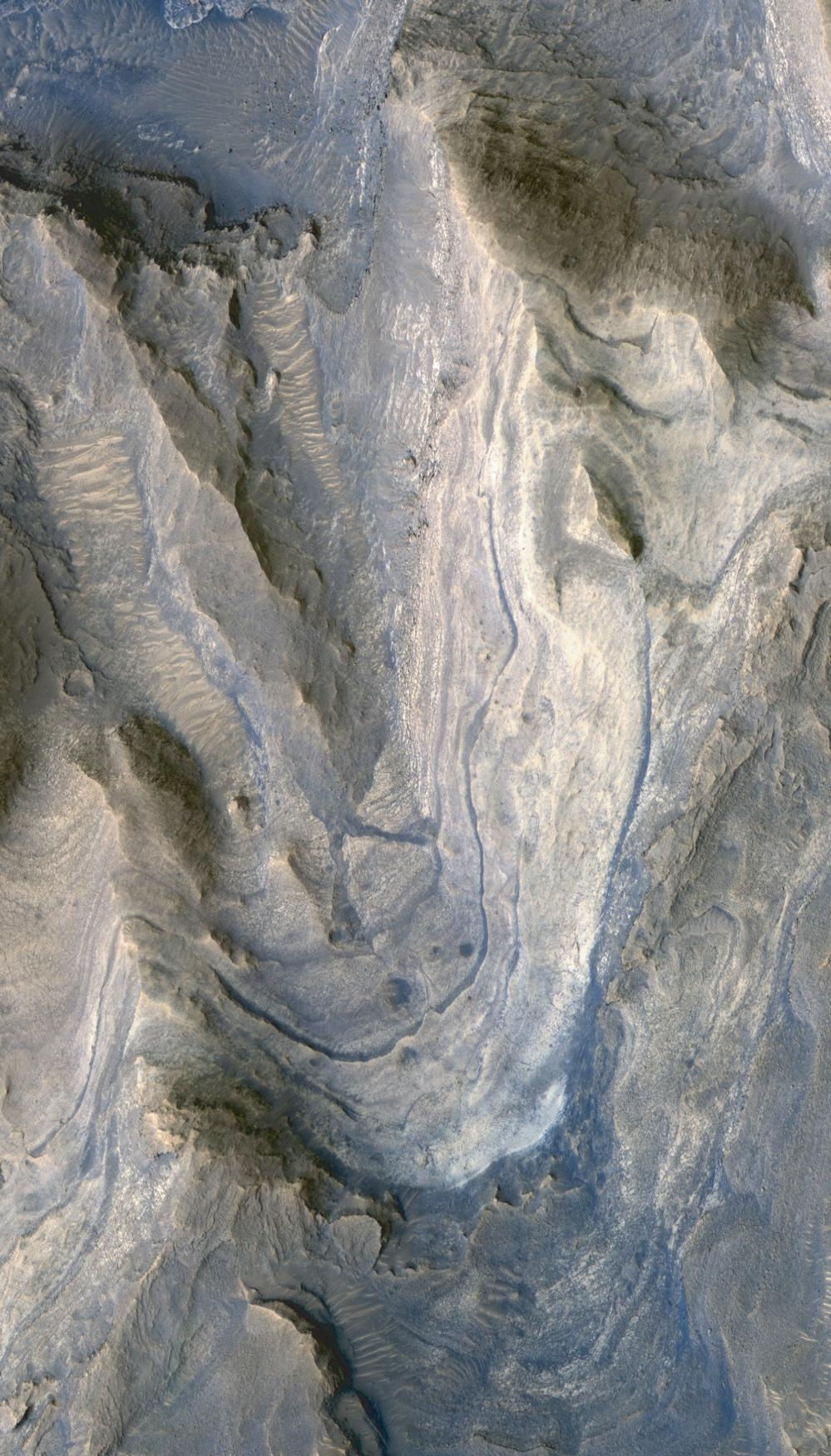
Capas de filosilicatos y sulfatos expuestos en el montículo de sedimentos dentro del cráter Gale (HiRISE).

### Lagos y océanos
El agua que drenaba a través de las redes de los valles se acumulaba en los interiores bajos de los cráteres y en espacios de bajo nivel en los terrenos regionales entre cráteres para formar grandes lagos. Se han identificado más de 200 lechos de lagos en el Noeico en las tierras altas del sur, algunos tan extensos como el lago Baikal o el mar Caspio en la Tierra. Muchos cráteres del Noeico muestran canales que entran por un lado y salen por el opuesto. Esto indica que los grandes lagos tenían que estar presentes dentro del cráter al menos temporalmente para que el agua alcanzara un nivel lo suficientemente alto como para romper el borde opuesto del cráter. Los deltas o abanicos suelen estar presentes donde un valle entra en el suelo del cráter. Ejemplos particularmente sorprendentes ocurren en el cráter Eberswalde, el cráter Holden y en la región de Nili Fossae (cráter Jezero). Otros cráteres grandes (por ejemplo, el cráter Gale) muestran depósitos o montículos interiores de capas finas que probablemente se formaron a partir de sedimentos depositados en el fondo del lago.
Gran parte del hemisferio norte de Marte se encuentra a unos 5 km más bajo en elevación que las tierras altas del sur.: 160  Esta dicotomía de la corteza marciana ha existido desde el pre-Noeico.: 78  Se espera que el agua que drene de las tierras altas del sur durante el Noé se acumule en el hemisferio norte, formando un océano (Oceanus Borealis). Desafortunadamente, la existencia y naturaleza de un océano de Noé sigue siendo incierta porque la actividad geológica posterior ha borrado gran parte de la evidencia geomórfica. Se han identificado los rastros de varias posibles costas de edad de Noé y Hesperio a lo largo del límite de la dicotomía, pero esta evidencia ha sido cuestionada. Paleo-lagos mapeados dentro de Hellas Planitia, junto con depósitos lacustres, deltas y otras evidencias geomórficas, sugieren que grandes lagos cubiertos de hielo o un mar cubrieron el interior de la cuenca de Hellas durante el período Noeico. En 2010, los investigadores utilizaron la distribución global de deltas y redes de valles para defender la existencia de una costa de Noé en el hemisferio norte. A pesar de la escasez de evidencia geomórfica, si el Marte de Noé tuviera un gran inventario de agua y condiciones cálidas, como sugieren otras líneas de evidencia, entonces es casi seguro que grandes masas de agua se habrían acumulado en mínimos regionales como la cuenca de las tierras bajas del norte y Hellas.

### Vulcanismo
El Noeico también fue una época de intensa actividad volcánica, la mayor parte de ella centrada en la región de Tharsis. Se cree que la mayor parte de la protuberancia de Tharsis se acumuló al final del período Noeico. El crecimiento de Tharsis probablemente jugó un papel importante en la producción de la atmósfera del planeta y la erosión de las rocas en la superficie. Según una estimación, la protuberancia de Tharsis contiene alrededor de 300 millones de km³ de material ígneo. Suponiendo que el magma que formó Tharsis contenía dióxido de carbono (CO2) y vapor de agua en porcentajes comparables a los observados en la lava basáltica de Hawái, entonces la cantidad total de gases liberados por los magmas de Tharsis podría haber producido una atmósfera de CO2 de 1,5 bar y una capa global de agua 120 metros (131,2 yd) de profundidad.

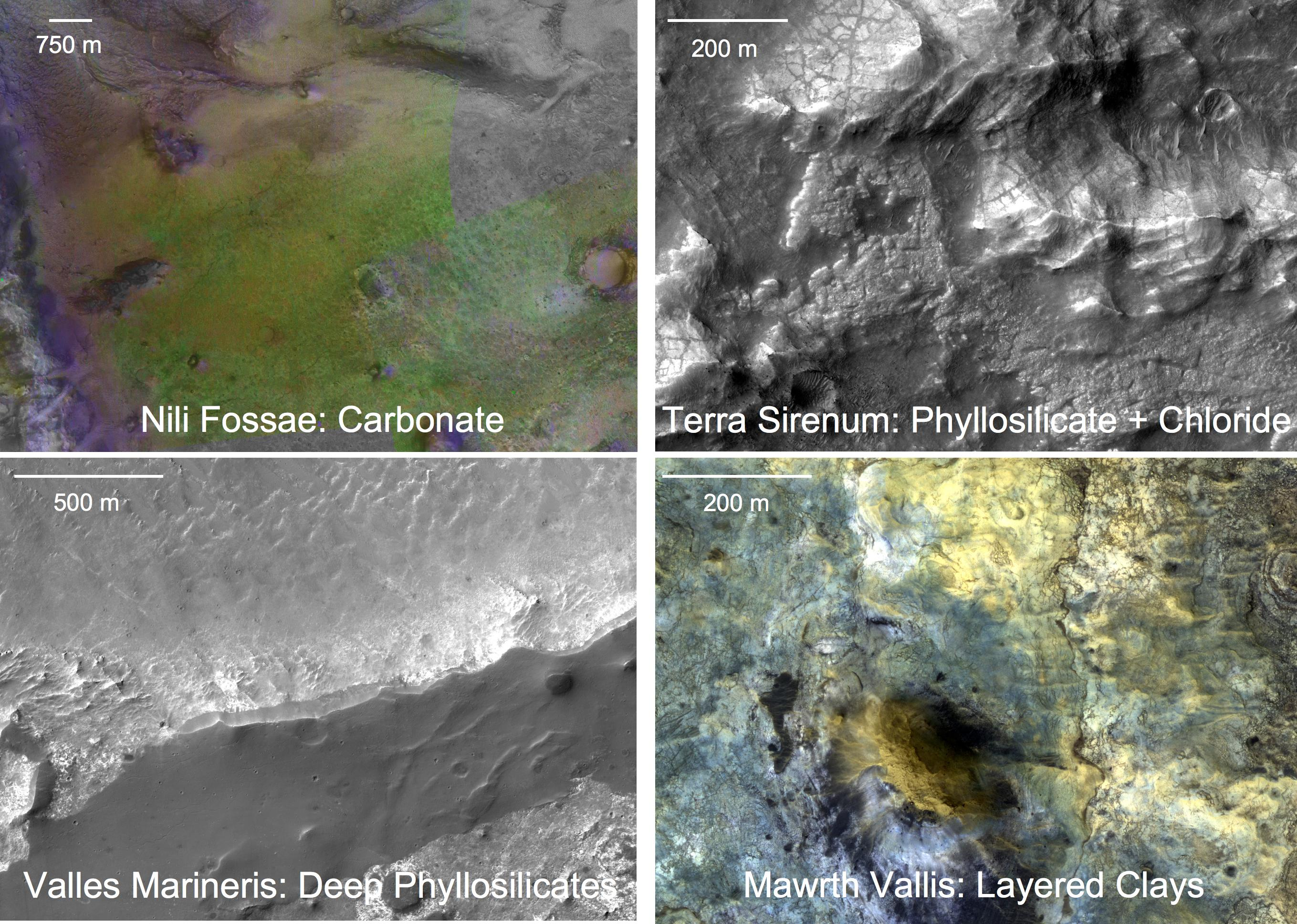
Cuatro afloramientos de rocas del Noeico Bajo que muestran firmas espectrales de alteración mineral por el agua. (Imágenes CRISM y HiRISE del Mars Reconnaissance Orbiter).

También se produjo un extenso vulcanismo en las tierras altas con cráteres fuera de la región de Tharsis, pero queda poca evidencia geomorfológica porque las superficies han sido intensamente reelaboradas por el impacto. La evidencia espectral de órbita indica que las rocas de montaña son principalmente basaltic en composición, constando de los minerales piroxeno, plagioclasa feldespato, y olivine. Las rocas examinadas en las colinas de Columbia por el robot Spirit del Mars Exploration Rovers (MER) pueden ser típicas de las rocas de las tierras altas de la edad Noeico en todo el planeta.: 16–17  Las rocas son principalmente basaltos degradados con una variedad de texturas que indican fracturas severas y brechas por impacto y alteración por fluidos hidrotermales. Algunas de las rocas de Columbia Hills pueden haberse formado a partir de flujos piroclásticos.

### Resultados del clima
La abundancia de olivino en las rocas de edad Noeico es significativa porque el olivino se transforma rápidamente en minerales arcillosos (filosilicatos) cuando se expone al agua. Por lo tanto, la presencia de olivino sugiere que la erosión hídrica prolongada no ocurrió a nivel planetario en los inicios de Marte. Sin embargo, los estudios espectrales y estratigráficos de los afloramientos del Noeico desde la órbita indican que el olivino se restringe principalmente a las rocas de la Serie Noeico superior (tardío). En muchas áreas del planeta (sobre todo Nili Fossae y Mawrth Vallis), la erosión o los impactos posteriores han expuesto unidades más antiguas de Pre-Noeico y del Noeico Bajo que son ricas en filosilicatos. Otro gran afloramiento rocoso rico en olivino se da en Ganges Chasma, una sima en el lado oriental de Valles Marineris.
Los filosilicatos requieren un ambiente alcalino rico en agua para formarse. En 2006, los investigadores que utilizaron el instrumento OMEGA en la nave espacial Mars Express propusieron una nueva era marciana llamada filósica, correspondiente a la Pre-Noeico / Noeico Temprano en la que el agua superficial y la meteorización acuosa eran comunes. También se propusieron dos eras posteriores, la Era Teícica y la Era Siderícica. La era filósica se correlaciona con la edad de formación de la red de valles tempranos en Marte. Se cree que los depósitos de esta época son los mejores candidatos para buscar evidencia de vida pasada en el planeta.